# Volley Goats Mitteldeutschland
Die cerebricks Volley Goats Mitteldeutschland sind die Männermannschaft des Volleyballvereins VC Bitterfeld-Wolfen aus Bitterfeld-Wolfen. Sie spielen seit 2023 in der Volleyball-Bundesliga. Der Verein wurde am 7. Mai 1991 unter dem Namen VV 76 Wolfen (Volleyball-Verein 76 – Wolfen) gegründet. Seit dem Beitritt der Volleyballabteilung von der SG Chemie Bitterfeld 2009 heißt der Verein VC Bitterfeld-Wolfen. Die Bundesligamannschaft trat bis 2025 unter dem Vereinsnamen an. 

## Geschichte
Nachdem die Satzung am 7. Mai 1991 errichtet wurde, wurde der Verein unter dem Namen Volleyball-Verein 76 – Wolfen am 28. April 1992 in das Vereinsregister eingetragen. Zwei Jahre nach der Zusammenlegung der bisher eigenständigen Städte Bitterfeld und Wolfen entschied sich die Volleyballabteilung der SG Chemie Bitterfeld nach der Saison 2008/09 den Verein zu verlassen und sich dem VV 76 Wolfen anzuschließen. In der Folge wurde der Verein in VC Bitterfeld-Wolfen umbenannt. Unter dem Namen gewann die Männermannschaft in der Saison 2011/12 die Regionalliga Nordost und sicherten sich den Aufstieg in die 2. Bundesliga, wo sie in die Nordstaffel einsortiert wurden. In der Saison 2015/16 sicherte man sich in der Nordstaffel den Vizemeistertitel hinter den TSG Solingen Volleys und reichte sogar einen Lizenzantrag für die Bundesliga ein. Später entschied man sich die Fristen zum Nachweis der wirtschaftlichen Leistungsfähigkeit verstreichen zu lassen und startete weiter in der Nordstaffel der 2. Bundesliga.
Zur Saison 2023/24 stellte der VC Bitterfeld-Wolfen erneut einen Lizenzantrag für die Bundesliga, weil die Volleyball Bundesliga GmbH aufgrund der auf nur neun Mannschaften gesunkenen Teilnehmerzahl einen Aufstieg zu erleichterten Konditionen anbot. In der Folge erteilte der Ligaverband Bitterfeld-Wolfen und drei weiteren Aufsteigern die Lizenz für die Bundesliga, sodass die Ligastärke auf 12 Mannschaften anstieg, da das DVV-Projekt VC Olympia Berlin in der 2. Bundesliga an den Start geht.
Im August 2025 gab der VC Bitterfeld-Wolfen bekannt, dass seine Bundesligamannschaft zukünftig Volley Goats Mitteldeutschland heißen würde. Die Teamfarben wurden von grün-schwarz zu lila-gelb geändert. Wenige Tage später wurde mit dem Technologieunternehmen cerebricks GmbH aus Muldestausee ein Namenssponsor vorgestellt. Das Team zieht zudem nach Halle (Saale) um und spielt dort in der SWH.arena.

## Team
Der Kader für die Saison 2025/26 besteht aus folgenden Spielern:
| Name                | Nr. | Nation             | Größe  | Geburtsdatum  | Position | im Verein seit | Vertrag bis |
| ------------------- | --- | ------------------ | ------ | ------------- | -------- | -------------- | ----------- |
| Tom Borchert        |     | Deutschland        | 1,90 m | 10. März 2005 | AA       | 2025           | 2026        |
| Erik Brand          | 10  | Deutschland        | 2,00 m | 6. Nov. 2004  | AA       | 2024           | 2026        |
| Nick Breitenbach    | 11  | Deutschland        | 2,00 m | 9. Mai 2005   | MB       | 2024           | 2026        |
| Arshia Feizollahi   |     | Iran               | 1,83 m | 24. Okt. 2004 | L        | 2025           | 2026        |
| Paul Klimm          |     | Deutschland        | 1,92 m | 24. Jan. 2003 | Z        | 2025           | 2026        |
| Sebastian Lara      |     | Deutschland        | 1,93 m | 11. Mai 2002  | AA       | 2025           | 2026        |
| Holden Maryott      |     | Vereinigte Staaten | 2,01 m |               | MB       | 2025           | 2026        |
| Lukas Pockrandt     |     | Deutschland        | 1,90 m | 15. März 2000 | MB       | 2024           | 2026        |
| Samuel Schellenberg |     | Deutschland        | 1,97 m | 20. März 2001 | D        | 2025           | 2026        |
| Paul Stommel        |     | Deutschland        | 1,90 m | 6. Feb. 2002  | Z        | 2025           | 2026        |
| Dax Tompkins        |     | Kanada             |        |               | MB       | 2025           | 2026        |
| Jannis Wehry        |     | Deutschland        | 2,02 m | 16. Juni 2001 | MB       | 2025           | 2026        |
| Clay Wieter         |     | Vereinigte Staaten | 1,98 m |               | AA       | 2025           | 2026        |
| Nikos Xydakis       |     | Vereinigte Staaten | 2,01 m |               | D        | 2025           | 2026        |

Positionen: AA = Annahme/Außen, D = Diagonal, L = Libero, MB = Mittelblock, Z = Zuspiel, U = Universal
| Neuzugänge 2025     | Neuzugänge 2025                | Abgänge 2025       | Abgänge 2025            |
| Spieler             | bisheriger Verein              | Spieler            | neuer Verein            |
| ------------------- | ------------------------------ | ------------------ | ----------------------- |
| Tom Borchert        | VC Olympia Berlin              | Luca Brirup        | FC Schüttorf 09         |
| Arshia Feizollahi   | Baden Volleys SSC Karlsruhe    | Pascal Eichler     | TuS Kriftel             |
| Paul Klimm          | TSV Giesen II                  | Benedikt Gerken    | SF Aligse               |
| Sebastian Lara      | University of San Diego        | Thomas Heptinstall | unbekannt               |
| Holden Maryott      | University of Mount Olive      | Franz Hüther       | SF Aligse               |
| Samuel Schellenberg | TSV Giesen II                  | Aaron Neumann      | unbekannt               |
| Paul Stommel        | University of Charleston       | Endriel Pedroso    | VK Schachzjor Salihorsk |
| Dax Tompkins        | Queen’s University             | Lukas Salimi       | unbekannt               |
| Jannis Wehry        | TSV Giesen II                  |                    |                         |
| Clay Wieter         | University of Hawaiʻi at Mānoa |                    |                         |
| Nikos Xydakis       | McKendree University           |                    |                         |

Chef-Trainer ist seit 2025 Cristian Imhoff. Der frühere Trainer Lukas Thielemann arbeitet als Geschäftsführer.

## Spielstätte
Seit dem Aufstieg in die 2. Bundesliga trug der VC Bitterfeld-Wolfen seine Spiele in verschiedenen Hallen aus. So nutze man zwischen 2012 und 2015 hauptsächlich die Brauereiturnhalle Bitterfeld  und danach war bis 2021 die Sporthalle Krondorf  die Heimspielstätte des Vereins. Nachdem diese Halle aufgrund von baulichen Gründen im Herbst 2021 gesperrt wurde, kehrte man für die restlichen Spiele der Saison 2021/22 in die Brauereiturnhalle Bitterfeld zurück. Ab der Saison 2022/23 nutzte der VC Bitterfeld-Wolfen die Bernsteinhalle Friedersdorf  in der Gemeinde Muldestausee als Heimspielstätte. Die Halle fasst 450 Zuschauer. In der Saison 2024/25 wurden zwei Topspiele in der Anhalt-Arena in Dessau-Roßlau ausgetragen. Zur Saison 2025/26 wechselt die Mannschaft in die SWH.arena in Halle (Saale), die sie sich mit den Frauen des Mitteldeutschen Basketball Clubs und den Handballerinnen des SV Union Halle-Neustadt teilt.

## Weitere Mannschaften
Neben den Bundesliga-Männern gibt es beim VC Bitterfeld-Wolfen noch vier weitere Männer-, fünf Frauen- und zahlreiche Jugendmannschaften.